# هاینریش ترومهلر
هاینریش ترومهلر (انگلیسی: Heinrich Trumheller؛ زادهٔ ۱ ژوئیهٔ ۱۹۷۲) دوچرخه‌سوار اهل آلمان است.